# Horné Plachtince
Horné Plachtince (allemand : Oberplachtintz,  hongrois : Felsőpalojta) est un village de Slovaquie situé dans la région de Banská Bystrica.

## Histoire
La première mention écrite du village date de 1244.

## Démographie

### Évolution de la population
| Année:               | 1994. | 2004.    | 2014.   | 2024.   |
| -------------------- | ----- | -------- | ------- | ------- |
| Nombre de personnes: | 216   | 193      | 210     | 209     |
| Différence:          |       | -10,64 % | +8,80 % | -0,47 % |

| Année:               | 2023. | 2024.   |
| -------------------- | ----- | ------- |
| Nombre de personnes: | 208   | 209     |
| Différence:          |       | +0,48 % |